# Jasienica (województwo dolnośląskie)
Jasienica – wieś w Polsce położona w województwie dolnośląskim, w powiecie ząbkowickim, w gminie Ziębice w rejonie Wzgórz Strzelińskich.
Położona jest w malowniczym regionie, na wysokości około 230–260 m n.p.m., w dolinie potoku będącego prawym dopływem Zuzanki. Otacza ją piękna przyroda, w tym wzgórze Mlecznik od północnego zachodu oraz Kopka od północnego wschodu.

## Podział administracyjny
Pierwsze wzmianki o Jasienicy pochodzą z XIV wieku, kiedy to miejscowość należała do dóbr książęcych.
W latach 1975–1998 miejscowość administracyjnie należała do województwa wałbrzyskiego.

## Demografia
Według Narodowego Spisu Powszechnego (III 2011 r.) liczyła 71 mieszkańców. Są jedną z 4 najmniejszych miejscowości gminy Ziębice (każda z nich posiada mniej niż 100 mieszkańców).

## Zabytki

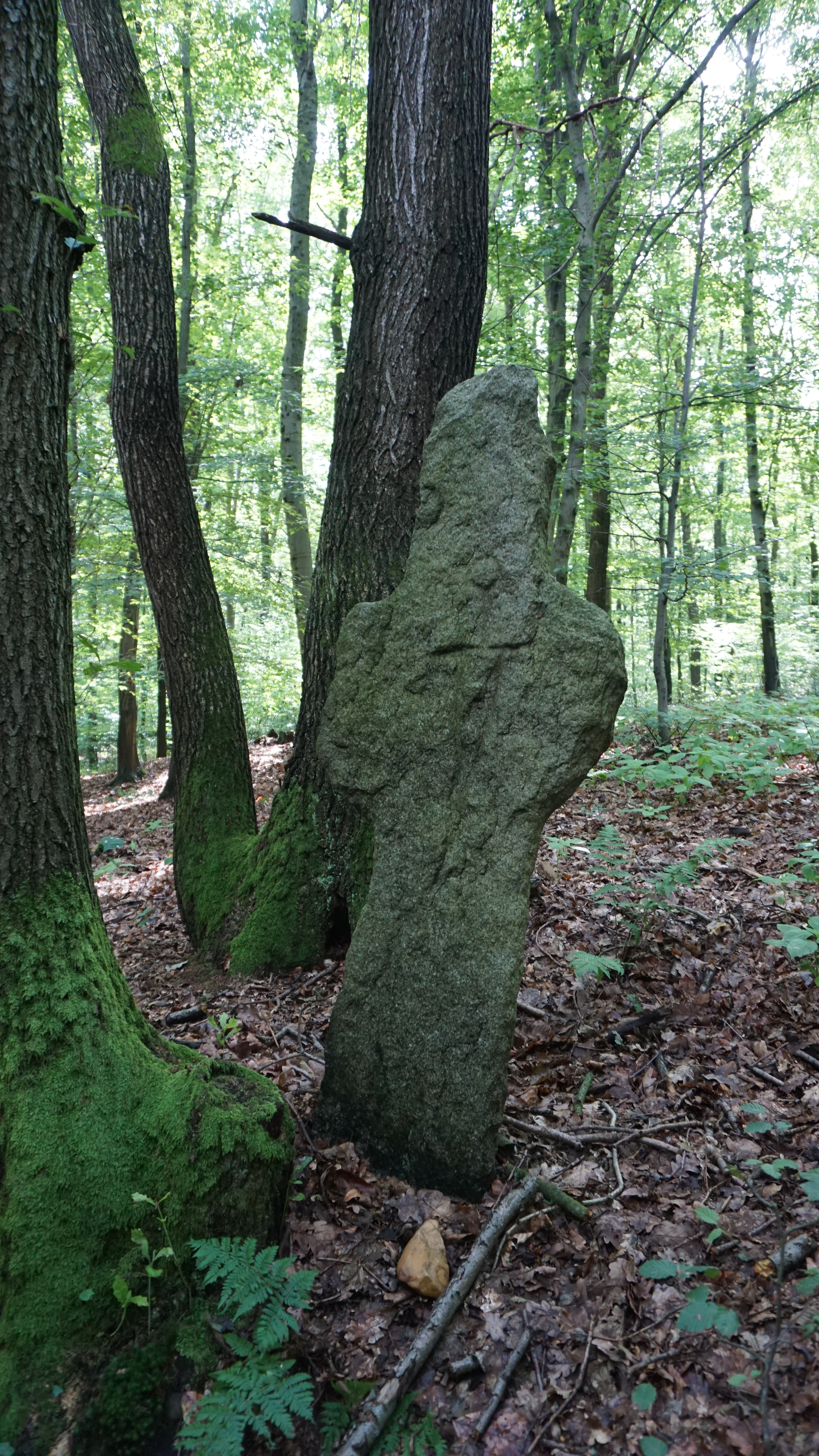
Krzyż Pokutny

W obrębie sołectwa znajduje się średniowieczny krzyż pokutny z wyrytym motywem miecza lub kordu, datowany na XIV–XVI wiek. Ten cenny zabytek zlokalizowany jest w pobliskim lesie, który jest administrowany przez Nadleśnictwo Henryków.

## Historia
Jasienica, ma bogatą historię sięgającą średniowiecza. Wzmiankowana była w 1284 roku, a pierwsze znane zapisy o miejscowości pochodzą z roku 1358, kiedy to występowała pod nazwą Heynczendorf. Z biegiem lat nazwa miejscowości ulegała zmianom; w kolejnych dokumentach spotykano ją jako Hentzendorff (1667), Heintzendorff (1785), Heinzendorf oraz Jasienica (od 1947). Do 1571 roku Jasienica była w rękach rodziny von Raederów, a od końca XVII wieku należała do klasztoru w Henrykowie. Po kasacie majątków klasztornych w 1810 roku wieś stała się własnością królowej Niderlandów oraz księżnej Sophie von Sachsen-Weimar.